# Svetac
Svetac este o arie protejată (sit de importanță comunitară — SCI) din Croația întinsă pe o suprafață de 418,42 ha, integral pe uscat.

## Localizare
Centrul sitului Svetac este situat la coordonatele 43°01′32″N 15°44′54″E / 43.025531°N 15.748414°E.

## Înființare
Situl Svetac a fost declarat sit de importanță comunitară în iulie 2013 pentru a proteja un număr necunoscut de specii din flora spontană și fauna sălbatică aflate în arealul zonei.

## Biodiversitate
Situată în ecoregiunea mediteraneană, aria protejată conține 5 habitate naturale: Faleze cu vegetație de Limonium spp. endemic de pe coastele mediteraneene, Pante stâncoase calcaroase cu vegetație casmofită, Matorral arborescenți cu Juniperus spp., Pseudostepă cu ierburi și specii anuale de Thero-Brachypodietea, Tufărișuri termo-mediteraneene și de pre-deșert.
La baza desemnării sitului se află un număr nedeclarat de specii protejate.